# Bert Enklaar

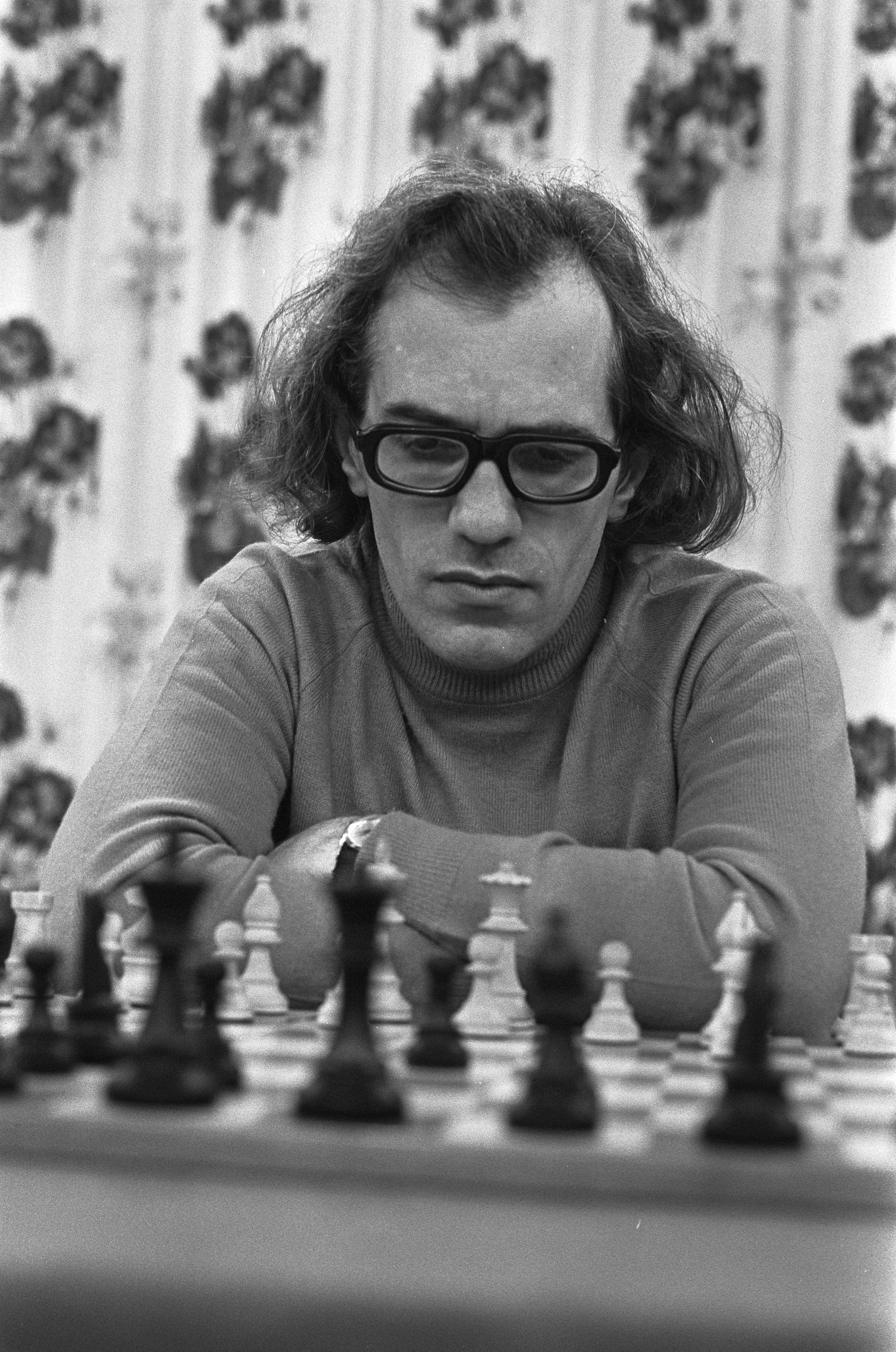
Bert Enklaar, Wijk aan Zee 1973

Bert Enklaar (1 december 1943 – Oisterwijk, 3 oktober 1996) was een Nederlandse schaker.  In 1973 werd hij Internationaal schaakmeester (IM).

## Loopbaan
Enklaar was leerling van het Barlaeus Gymnasium en studeerde wiskunde in Amsterdam.

### Schaken
Enklaars schaakloopbaan begon met de schoolcompetitie en bij jeugdschaakclub Het Zwarte Veulen.
Zijn doorbraak kwam toen hij in 1972 samen met Zoltán Ribli de Meestergroep won van het Hoogovenstoernooi. In 1973 werd hij gedeeld eerste in het Nederlands kampioenschap samen met Genna Sosonko en Coen Zuidema. Sosonko won toen de beslissingsdriekamp om de nationale titel. Bert speelde voor Nederland in de Olympiades van Skopje (1972) en Nice (1974). In 1981 won hij het Open Kampioenschap van Utrecht. In de jaren 1980 en 1990 speelde hij veel minder maar bleef een zeer sterk schaker, getuige zijn spectaculaire overwinning op Ljubomir Ljubojević gespeeld in het Lost Boys-toernooi in Antwerpen, vlak voor zijn overlijden. Hij heeft een aantal schaakboeken geschreven waarin hij op voor onervaren spelers begrijpelijke wijze de opening behandelt.

### Wiskunde
Begin jaren 70 was Bert Enklaar korte tijd als leraar wiskunde verbonden aan het Montessori Lyceum Amsterdam. In de jaren 1980 was Enklaar leraar wiskunde aan de Verkeersakademie Tilburg (VAT) te Tilburg.